# EXAFS-Spektroskopie
Die EXAFS-Spektroskopie (von englisch extended X-ray absorption fine structure, EXAFS) ist ein Verfahren der Röntgenabsorptionsspektroskopie zur Analyse der kantennahen  Feinstruktur eines Röntgenspektrums. Mit dieser Methode kann die Art, Anzahl und Entfernung von Nachbaratomen (Liganden) eines bestimmten chemischen Elements in Molekülen, einer Flüssigkeit oder einem Festkörper bestimmt werden. Die Methode wird auch als SEXAFS-Spektroskopie (von engl. surface extended X-ray absorption fine structure) bezeichnet, wenn sie zur Untersuchung von Molekülen an Oberflächen (engl. surface) verwendet wird.
Das Verfahren ist eng verwandt mit der Untersuchung der Röntgenabsorption direkt an der Absorptionskante, der Röntgen-Nahkanten-Absorptions-Spektroskopie (NEXAFS oder XANES). Mit ihr können unbesetzte Elektronenzustände (Orbitale) untersucht werden.

## Grundlagen

Röntgenabsorptionsspektrum im Bereich einer Absorptionskante (schematisch). Die Kante ist durch einen Pfeil markiert, und der bei EXAFS untersuchte Energiebereich hellblau hinterlegt.

Das Verfahren beruht darauf, dass ein Atom bei der Absorption eines Röntgen-Quants ionisiert wird. Es wird also ein Elektron freigesetzt, dessen kinetische Energie von der Energie der Röntgenstrahlung abhängt. Das freigesetzte Elektron breitet sich als Materiewelle aus und wird von den benachbarten Atomen gestreut. Je nach Wellenlänge des Elektrons kommt es zur konstruktiven oder destruktiven Interferenz zwischen der auslaufenden Welle und den zurückgestreuten Wellen. Diese Interferenz beeinflusst die Wahrscheinlichkeit, dass ein Röntgenquant absorbiert wird.
Variiert man die Energie der Röntgenstrahlung, so ändert sich auch die Energie der freigesetzten Elektronen, und damit die dazugehörige Wellenlänge der Elektronen. Es kommt daher abwechselnd zur konstruktiven und destruktiven Interferenz, und damit zu einer Änderung der Röntgenabsorption in Abhängigkeit von der Energie. Diese Änderungen der Absorption sind im Energiebereich von knapp oberhalb der Absorptionskante bis zu einigen hundert Elektronenvolt darüber messbar; also im oberen Bereich der Absorptionskante (daher das Wort „extended“ in der englischen Bezeichnung). Da die Änderung der Absorption relativ gering ist (maximal ca. 10 Prozent, bei Energien weit über der Absorptionskante weniger als ein Prozent), werden diese Änderungen als Feinstruktur im Absorptionsspektrum bezeichnet.
Aus der Form und Stärke der Änderungen der Absorption kann darauf geschlossen werden, in welchem Abstand vom ionisierten Atom dieses wie stark gestreut wird, man erhält also eine sogenannte radiale Verteilungsfunktion. Daraus lässt sich grob abschätzen, in welchem Abstand welche oder (wenn die Atomsorten der Liganden bekannt sind) wie viele Atome dort stehen können. Durch Vergleich mit Simulationsrechnungen der Streuung der Elektronen an und zwischen den Nachbaratomen kann festgestellt werden, ob eine angenommene Struktur zu den experimentellen Daten passt; wenn das der Fall ist, können die Atomabstände (Bindungslängen) mit hoher Genauigkeit bestimmt werden.
Da jedes Element eine andere Energie der Absorptionskante hat, kann die Umgebung der Atome jedes chemischen Elements getrennt untersucht werden. Allerdings kann nicht zwischen mehreren Atomen des gleichen Elements unterschieden werden, daher wird die EXAFS-Spektroskopie normalerweise nur für Elemente verwendet, von denen nur eines in jedem Molekül vorkommt. Im Gegensatz zu den auf Beugung basierenden Verfahren werden für die SEXAFS-Spektroskopie keine Kristalle benötigt; es können auch Spektren von räumlich völlig ungeordneten Molekülen der gleichen Art untersucht werden.
Für EXAFS-Messungen wird normalerweise monochromatisierte Synchrotronstrahlung verwendet. Die experimentellen Aspekte werden im Artikel Röntgenabsorptionsspektroskopie behandelt.

## Anwendungen
- Hauptanwendung von EXAFS ist die Untersuchung organischer Moleküle, wobei nicht die Umgebung der Kohlenstoffatome untersucht werden kann, da diese in zu vielen verschiedenen Konfigurationen vorliegen. Aufgrund dessen, ist nur die Analyse von „seltenen“ Atomen, z. B. Metallatomen, Schwefel- oder Phosphoratomen sinnvoll. Metallatome sind oft die aktiven Zentren von Enzymen; es können daher gezielt die Struktur dieser Zentren und dort ablaufende Veränderungen untersucht werden („BioXAS-Spektrokopie“).

- Mit der EXAFS-Spektroskopie kann man auch feststellen, wie viele oder welche Atome in Clustern vor allem an der Oberfläche sitzen. Die Oberflächenatome haben weniger Nachbarn, dies bewirkt eine schwächere Feinstruktur des Absorptionsspektrums als bei Volumenatomen.

## Verwandte und komplementäre Techniken
- Andere Techniken zur Bestimmung von Bindungsabständen sind Röntgenbeugung, LEED (Beugung niederenergetischer Elektronen) und Photoelektronenbeugung (XPD). Die Beugungsverfahren benötigen im Gegensatz zur EXAFS-Spektroskopie kristalline Proben.
- Die Röntgenabsorption direkt an der Absorptionskante wird bei der Röntgen-Nahkanten-Absorptions-Spektroskopie (NEXAFS- oder XANES-Spektrokopie) untersucht. Damit können unbesetzte Elektronenzustände (Orbitale) untersucht werden.
- Sehr ähnliche Ergebnisse können auch mit Elektronen (z. B. in einem Transmissionselektronenmikroskop (TEM)) statt Röntgenphotonen erzielt werden. Die Methode heißt dann "extended electron energy-loss fine structure", EXELFS.